# Arthur Olafsson
Arthur Olafsson (på isländska Arthúr Ólafsson), född 24 april 1940 i Reykjavik, Island, död 23 januari 2004 i Göteborg i Sverige, var en isländsk-svensk målare, grafiker och författare. Han använde pseudonymen-konstnärsnamnet Grimur.
Arthur Olafsson studerade på Konsthögskolan Valand i Göteborg mellan 1966 och 1971, där han kom att tillhöra den så kallade 68-generationen. Han var större delen av sitt liv var verksam i Sverige. Han deltog i Nordiska ungdomsbiennalen i Oslo 1970. Han gjorde bland annat vänsterinriktade planscher för KFML(r) och KPML(r). Han finns representerad vid Moderna museet i Stockholm, samt Kastrupgårdsamlingen i Kastrupsgård, Danmark. Olofssons verk visades senast i utställningen Ut med konsten! på Stadsbiblioteket i Göteborg i september 2017.